# Mbum-Day jezici
Mbum-Day jezici nigersko-kongoanska skupina adamawskih jezika iz Čada, Kameruna i Srednjoafričke Republike. Sastoji se od 4 uže skupine bua, day, kim u mbum s ukupno (30) jezika, to su: 
a. Bua (10) Čad: bolgo, bolgo, bua, fania, gula iro, koke, niellim, noy, tunia, zan gula.
b. Day (1) Čad: day,
c. Kim (3) Čad: besme, goundo, kim.
d. Mbum (16): 
d1. Istočni (prije nazivana Centralni) (5)  Srednjoafrička Republika, Čad, Kamerun:
a. Karang (4): karang, kare, nzakambay, pana.
b. Koh jezici (1) Čad: kuo,
d2. Sjeverni (6) Kamerun, Čad:
a. Dama-Galke (3) Kamerun: dama, ndai, mono.
b. Tupuri-Mambai (3) Kamerun, Čad: mambai, mundang, tupuri.
d3. Južni (1) Kamerun: mbum.
d4. neklasificirani (4) Kamerun, Nigerija: dek, laka, pam, to.

## Vanjske poveznice
- Ethnologue (14th)
- Ethnologue (15th)